# Bart Latuheru
Barnabas Anthony Peter Latuheru (Capelle aan den IJssel, 8 novembre 1965) è un ex calciatore olandese, di ruolo centrocampista.

## Carriera
Dopo aver giocato nelle giovanili di Zwervers, Sparta Rotterdam e Xerxes, Latuheru inizia la carriera professionistica nel 1985 giocando nell'Excelsior, dove resta fino al 1989, anno in cui passerà al Vitesse, dove rimane per sette stagioni. Nel 1996 passa all'AZ Alkmaar, dove rimane solamente un anno. Trasferitosi al N.E.C., finirà la carriera nel 2007, dopo aver giocato per SV Deltasport, Xerxes e SC Neptunus.
Nel 1989 gioca la sua unica partita con la Nazionale olandese.